# Apocynum
Apocynum L., 1753 è un genere di piante della famiglia Apocynaceae.

## Descrizione
Ilgenere comprende piante erbacee o sublegnose, erette e ramose, con vasi laticiferi che secernono un latice biancastro.

## Distribuzione e habitat
Il genere annovera quattro specie, due delle quali appartengono alla flora americana; una è propria dell'Asia centrale, mentre una, A. venetum, estende il suo areale dall'Adriatico alla Cina settentrionale.

## Tassonomia

### Specie
Il genere comprende le seguenti specie:
- Apocynum androsaemifolium L.
- Apocynum cannabinum L.
- Apocynum pictum Schrenk
- Apocynum venetum L.

### Ibridi
- Apocynum × floribundum Greene

## Usi
Alcune specie di Apocynum hanno destato, e da tempo, l'interesse dell'uomo che ha introdotto in coltura, per differenti scopi, tre specie fra il 1688 e il 1699; esse sono A. androsaemifolium, A. venetum e A. cannabinum. A. androsaemifolium, pianta perenne, alta sino a 60–70 cm, un po' ramosa superiormente ha fiori rosa tenero riuniti in cime che appaiono fra il luglio e il settembre. È una specie amante dei luoghi ombrosi e riparati dai venti, necessita di un terreno leggero e alquanto fresco. L'altra specie, A. cannabinum, che come la precedente è originaria dell'America del Nord, è particolarmente oggetto di sfruttamento nel Canada, come pianta tessile e medicinale. Infatti dalla corteccia fibrosa degli steli si ricava una fibra tessile, ottima per produrre cordami e tele da imballaggio, come è in uso particolarmente fra le tribù indiane nel Nordamerica. La radice invece, che ha proprietà , emetiche, catartiche, diaforetiche, espettoranti e diuretiche, è ricercata dall'industria farmaceutica che la impiega, anche, come succedaneo della digitale. Anche la specie spontanea in Italia, A. venetum, offre almeno per quanto riguarda l'utilizzazione tessile, qualche lato similare di sfruttamento. A. venetum è una pianta perenne reperibile in Italia nei luoghi sabbiosi marini lungo i litorali dell'alto Adriatico, da Trieste al Polesine.